# Yo Miles!
Yo Miles! est un projet musical imaginé par Henry Kaiser (guitariste ayant joué avec Fred Frith, John Zorn, Peter Brötzmann, Bill Laswell...) et Wadada Leo Smith (batteur, trompettiste, multi-instrumentiste cofondateur du Art Ensemble of Chicago, ayant joué avec Anthony Braxton, William Parker...)

## Historique
Ce projet est un hommage à la période électrique de Miles Davis dans les années 1970. Le groupe est un big band jazz-funk composé entre autres de Michael Manring (basse), John Medeski (claviers), Elliott Sharp (guitare), Larry Ochs (saxophone), Lukas Ligeti (percussions), Zakir Hussain (percussions), John Tchicai (saxophone), Greg Osby (saxophone) et des musiciens du Rova Saxophone Quartet ...

## Discographie
- 1998, Yo Miles!
- 2004, Sky Garden
- 2005, Upriver